# Bartošovice (zámek)
Zámek Bartošovice se nachází v okrese Nový Jičín v centru obce Bartošovice (asi 11 km severně od Nového Jičína a 9 km severozápadně od města Příbor). Barokní, ve 2. polovině 19. století neorenesančně přestavěný objekt je od roku 1999 kulturní památkou.

## Historie

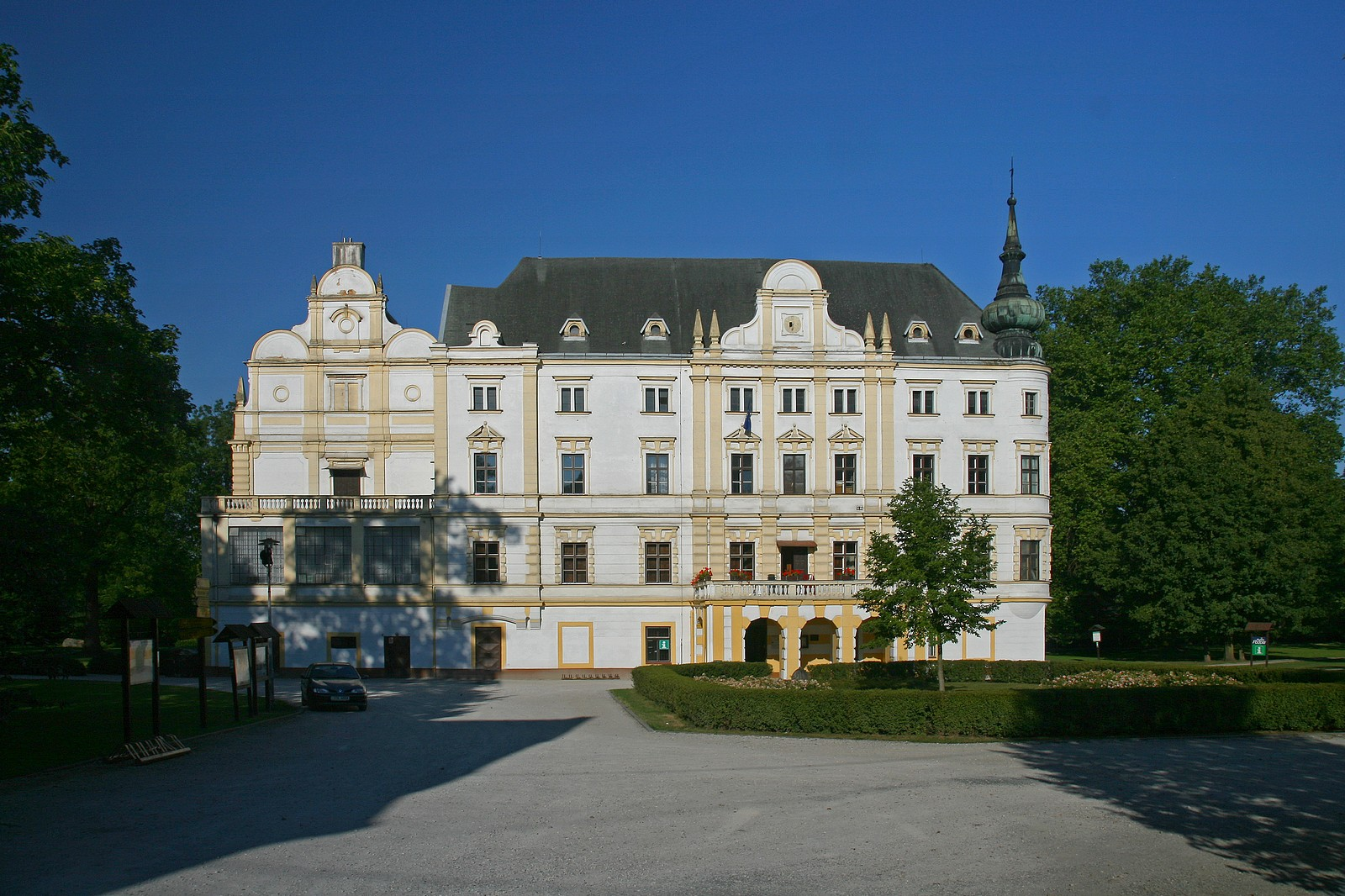
Průčelí zámku

Dějiny zámku v Bartošovicích nejsou příliš podrobně doloženy. V 1. polovině 15. století tu byla gotická tvrz Drslava z Ochab, ale její podoba není známa. V roce 1522 se vesnice s tvrzí stala majetkem Sedlnických z Choltic, za nichž byla později renesančně přestavěna (dokládá to nález kamenného portálu s letopočtem 1583); za Sedlnických byl zámek zmiňován jako jednopatrová budova.
V roce 1616 se majitelem stal nejvyšší písař knížectví opavského Jan Felix Podstatský z Prusinovic a v majetku tohoto rodu zámek zůstal až do roku 1768. Za Podstatských došlo k přebudování zámku do barokní podoby, v urbáři panství z roku 1674 je popisován jako dvouposchoďový objekt s věží. Areál zámku byl rozšířen o hospodářské budovy a zahrady s altánky. V roce 1768 byl zámek prodán ovdovělé hraběnce Marii Brigitě Taaffové, rozené Chotkové (1738–1810), jejímž druhým manželem se stal botanik a zoolog Josef Emanuel Canal (1745–1826). V roce 1786 se majitelkou stala jejich dcera Josefina (1770–1833) a poté její syn Hugo Meinert. V 60. letech 19. století získala bartošovické panství rodina rakouského politika a velkostatkáře Josefa Aresin-Fattona (1833–1899) a zámek po historizujících stavebních úpravách ve stylu italské novorenesance v letech 1869–1877 získal dnešní charakter.
Posledními soukromými majiteli byla rodina Czeczowiczkova, která opustila zámek v roce 1938 z obav před nacisty a v roce 1948 se s ní Československý stát finančně vypořádal. Zámecký areál byl pak využíván mj. pro Školní zemědělský podnik brněnské Vysoké školy veterinární, po roce 1970 byla část zámku upravena na hotelové pokoje.

Koncem 70. let 20. století došlo k demolici většiny barokních hospodářských budov (včetně pivovaru), které byly původně součástí areálu zámku. V roce 1994 se zámek stal majetkem obce Bartošovice, v následujících letech byl opraven a od roku 2000 ho využívá Region Poodří, svazek obcí Novojičínska.

## Popis
K areálu zámku patří hlavní zámecká budova (čp. 1), jediná dochovaná hospodářská budova zámku a nevelký park.
Na budově zámku je patrný stavební vývoj od pozdně gotické tvrze, přestavěné v renesanci a v baroku, až po historizující úpravy ve 2. polovině 19. století. Je to dvoupatrová čtyřkřídlá budova s polopatrem a vnitřním nádvořím. Ve středu hlavního východního průčelí je nad vchodem do zámku terasa, mělký rizalit je zakončen pseudorenesančním štítem, severovýchodní nároží je zaoblené a zakončené věžičkou. Další terasa je vlevo ve výši patra před poněkud ustupujícím jižním křídlem, nad ní je rovněž výrazný štít.
Ve vstupní hale a v sálech v 1. patře (piano nobile) jsou dochovány interiérové prvky z 19. století (vestavěný nábytek v jídelně, kazetové dřevěné obložení, balustrádové zábradlí schodišť, malovaný strop). Bývalá knihovna s mramorovým krbem je využívána jako obřadní síň.
Dvoupodlažní objekt (čp. 4) na východní straně zámeckého areálu jako jediná dochovaná hospodářská budova dokládá svými architektonickými prvky barokní fázi přestavby bartošovického zámku ze 17. a 18. století.
Park obklopující budovu zámku má výměru asi 1,5 ha. Vznikl pravděpodobně už v 17. století, na jeho pozdější volné krajinářské kompozici se nejspíše podílel po roce 1770 i botanik Josef Emanuel Canal, zakladatel pražské zahrady Kanálka a manžel tehdejší majitelky zámku. Mohutný Bartošovický platan (nazývaný také Josefinin) vysadil údajně až v roce 1834 na památku jejich dcery Josef Meinert. Během let téměř zdevastovaný park byl v roce 2000 obnoven, z původní výsadby se dochovalo několik soliterních dřevin.

## Další zajímavosti
V zámku je od roku 2010 výstavní expozice, je v něm také informační centrum Regionu Poodří a je využíván i jako hotel a k pořádání společenských akcí.
Kolem zámku vede Zámecká naučná stezka Bartošovice. Naproti zámku je kostel sv. Ondřeje, Petra a Pavla a v jeho sousedství hrobka rodiny Meinertů. V bývalé barokní faře je Dům přírody Poodří, muzeum patřící k areálu bartošovické Stanice pro záchranu živočichů.
V letech 1985–1988 byla na zámku internátní škola pro 56 dětí z Namibie, kde tehdy probíhala válka za nezávislost.